# Ï
Das Ï, kleingeschrieben ï, ist ein Buchstabe des lateinischen Schriftsystems. Es besteht aus einem „I“ mit übergesetztem Trema, das bei dem Kleinbuchstaben an die Stelle des i-Punktes tritt. In den meisten Sprachen, unter anderem im Französischen, Katalanischen, Niederländischen, Afrikaans und gelegentlich im Englischen ist das Ï zwar kein eigener Buchstabe, wird aber verwendet, um anzuzeigen, dass ein „I“ mit einem vorhergehenden Vokal nicht als Diphthong, sondern im Rahmen eines Hiats einzeln auszusprechen ist. Im Walisischen wird ï verwendet, wenn ein „i“ als ein Vokal ausgesprochen werden soll, an Stellen, wo ein „i“ nur als Halbvokal „j“ ausgesprochen werden würde, etwa hobïau, als Mehrzahl zu hobi („Hobby“). Andernfalls würde es nur als Halbvokal gesprochen werden, etwa lluniau.
Das Ï existiert als eigenständiger Buchstabe nur in Alphabeten einiger indigener amerikanischer Sprachen, etwa im Taraskischen, und stellt dort meist einen ungerundeten geschlossenen Zentralvokal dar (/⁠ɨ⁠/).
Unter den Alphabeten des kyrillischen Schriftsystems verfügt das ukrainische Alphabet über einen Buchstaben, dessen Aussehen mit dem des Ï identisch ist: Ї. Auch das griechische Alphabet verfügt mit dem Ϊ (Iota mit Trema) über einen gleich aussehenden Buchstaben.

## Darstellung auf dem Computer
Unicode enthält das Ï an den Codepunkten U+00CF (Großbuchstabe) und U+00EF (Kleinbuchstabe). Dieselben Stellen belegt es in ISO 8859-1. 
|            | Ï        | ï        |
| ---------- | -------- | -------- |
| HTML       | &Iuml;   | &iuml;   |
| TeX Text   | \"I      | \"i      |
| TeX Grafik | \ddot I  | \ddot\i  |
| Altcode    | Alt+0207 | Alt+0239 |